# 唐纳德·利平科特
唐纳德·利平科特（英語：Donald Lippincott，1893年11月16日—1963年1月9日），美国男子田径运动员。他曾代表美国参加1912年夏季奥林匹克运动会田径比赛，获得男子200米银牌和男子100米铜牌。